# Ekenäs, Hylte
Ekenäs är en by i Färgaryds socken i Hylte kommun.
Byn omtalas i dokument första gången 1433 och lydde då under Vadstena kloster. Då storskiftet genomfördes i Ekenäs 1810 fanns det tre gårdar i byn. Laga skifte genomfördes 1934–1935. Under Ekenäs har lytt torpen Nilsro, Andersbo, Ekenässtrand/Rolfstorp, Lönnåsen, Sjöbo samt Bäckanäs. Här fanns soldattorpet Björnens för en ryttare vid Smålands kavalleriregemente. En tid var torpet soldattorp för soldaten 59 Printz vid Södra Västbo kompani vid Smålands grenadjärkår.